# Дзьобак великий
Дзьоба́к великий (Chrysocolaptes lucidus) — вид дятлоподібних птахів родини дятлових (Picidae). Ендемік Філіппін.

## Опис
Довжина птаха становить 28—34 см, вага 100—225 г. Верхня частина тіла золотисто-червона, голова, шия і верхня частина грудей світло-рудувато-коричневі. Решта нижньої частини тіла біла, поцяткована чорнуватим візерунком. У самців на голові помітний червоний чуб.

## Підвиди
Виділяють три підвиди:
- C. l. rufopunctatus Hargitt, 1889 — острови Бохоль, Лейте, Самар, Біліран і Панаон[en];
- C. l. montanus Ogilvie-Grant, 1905 — острів Мінданао;
- C. l. lucidus (Scopoli, 1786) — півострів Замбоанга (захід Мінданао) і острів Басілан.

Лусонські, золотоголові, червоноголові, яванські, індокитайські, малабарські і багрянокрилі дзьобаки раніше вважалися конспецифічними з великими дзьобаком, однак були визнані окремими видами.

## Поширення і екологія
Великі дзьобаки мешкають в центрі і на півдні Філіппінського архіпелагу. Вони живуть у вологих рівнинних і гірських тропічних лісах, в рідколіссях і на плантаціях. Зустрічаються парами, на висоті до 1500 м над рівнем моря. Живляться переважно гусінню і личинками жуків-короїдів, а також мурахами та їх лялечками, іноді нектаром. Сезон розмноження триває з лютого по серпень. Гніздяться в дуплах дерев, на висоті від 2 до 10 м над землею. Дупло робиться парою птахів, на його побудову іде до 4 тижнів. В кладці від 2 до 5 яєць, інкубаційний період триває 14—15 днів. Насиджують і самиці, і самці. Пташенята покидають гніздо через 24—26 днів після вилуплення, однак залишаються з батьками де кілька тижнів.